# Куннеппу
Куннеппу (яп. 訓子府町 Куннэппу-тё:) — посёлок в Японии, находящийся в уезде Токоро округа Охотск губернаторства Хоккайдо. Площадь посёлка составляет 190,89 км², население — 5355 человек (30 июня 2014), плотность населения — 28,05 чел./км².

## Географическое положение
Посёлок расположен на острове Хоккайдо в губернаторстве Хоккайдо. С ним граничат город Китами и посёлки Окето, Цубецу, Рикубецу.

## Население
Население посёлка составляет 5355 человек (30 июня 2014), а плотность — 28,05 чел./км². Изменение численности населения с 1980 по 2005 годы:
| 1980 | 7773 чел. |  |
| 1985 | 7654 чел. |  |
| 1990 | 7196 чел. |  |
| 1995 | 6736 чел. |  |
| 2000 | 6317 чел. |  |
| 2005 | 5981 чел. |  |

## Символика
Деревом посёлка считается тис остроконечный, цветком — рододендрон даурский.